# Remo nos Jogos Pan-Americanos de 1991
As competições de remo nos Jogos Pan-Americanos de 1991 foram realizadas em Havana, Cuba. Esta foi a décima primeira edição do esporte nos Jogos Pan-Americanos, tendo sido disputada entre homens e entre mulheres.

## Masculino
| Evento                             | Ouro                  | Prata                    | Bronze                    |
| ---------------------------------- | --------------------- | ------------------------ | ------------------------- |
| Skiff simples detalhes             | Joaquín Gómez ( MEX ) | Sergio Fernández ( ARG ) | Todd Hallett ( CAN )      |
| Skiff duplo detalhes               | CUB Cuba              | CAN Canadá               | ARG Argentina             |
| Skiff simples peso leve detalhes   | Miguel García ( MEX ) | Osmany Martín ( CUB )    | Maximiliano Hayes ( ARG ) |
| Skiff duplo peso leve detalhes     | CUB Cuba              | ARG Argentina            | USA Estados Unidos        |
| Dois sem peso leve detalhes        | MEX México            | CUB Cuba                 | USA Estados Unidos        |
| Skiff quádruplo detalhes           | CUB Cuba              | USA Estados Unidos       | MEX México                |
| Dois sem detalhes                  | CUB Cuba              | CAN Canadá               | BRA Brasil                |
| Dois com detalhes                  | CUB Cuba              | ARG Argentina            | BRA Brasil                |
| Quatro sem detalhes                | CUB Cuba              | USA Estados Unidos       | CAN Canadá                |
| Quatro com detalhes                | CUB Cuba              | USA Estados Unidos       | CAN Canadá                |
| Skiff quádruplo peso leve detalhes | CUB Cuba              | USA Estados Unidos       | MEX México                |
| Quatro sem peso leve detalhes      | USA Estados Unidos    | CUB Cuba                 | GUA Guatemala             |
| Oito com detalhes                  | CUB Cuba              | USA Estados Unidos       | CAN Canadá                |

## Feminino
| Event                            | Ouro                   | Prata                 | Bronze                     |
| -------------------------------- | ---------------------- | --------------------- | -------------------------- |
| Skiff simples detalhes           | Cynthia Ryder ( USA )  | Martha García ( MEX ) | Yaquelín Hernández ( CUB ) |
| Skiff duplo detalhes             | MEX México             | USA Estados Unidos    | CUB Cuba                   |
| Skiff quádruplo detalhes         | USA Estados Unidos     | CUB Cuba              | MEX México                 |
| Skiff simples peso leve detalhes | Peggy Johnston ( USA ) | María Montoya ( MEX ) | María Garisoain ( ARG )    |
| Dois sem detalhes                | USA Estados Unidos     | CAN Canadá            | CUB Cuba                   |
| Dois sem peso leve detalhes      | CAN Canadá             | USA Estados Unidos    | CUB Cuba                   |
| Quatro sem detalhes              | CAN Canadá             | USA Estados Unidos    | CUB Cuba                   |

## Ligação externa
- Jogos Pan-Americanos de 1991